# William Combe
Pour les articles homonymes, voir Combe (homonymie).
William Combe (25 mars 1742 - 19 juin 1823) est un écrivain britannique. Sa première vie fut celle d'un aventurier, tandis que la seconde se déroula principalement dans le cadre des « règles » de la prison de King's Bench. Il est surtout connu comme l'auteur de The Three Tours of Doctor Syntax, un poème comique, illustré par les planches en couleur de l'artiste Thomas Rowlandson, qui fait la satire de William Gilpin. Combe a également écrit une série de lettres imaginaires, censées avoir été écrites par le second, ou « méchant » Lord Lyttelton. Ses lettres entre Swift et « Stella » sont du même genre. Il s'occupait également de la typographie de divers livres illustrés et était un bonimenteur.

## Biographie
Le père de Combe, Robert Combes, était un riche ferronnier de Bristol qui mourut en 1756 ; sa mère, Susannah Hill (morte en 1748), était d'origine quaker. Il fait ses études à Eton College, mais est retiré de l'école par William Alexander, son tuteur, à la mort de son père ; Alexander meurt en 1762. Il hérita de son père et de son tuteur, aspira au statut de gentleman et changea son nom en Combe. Il dépense sa fortune, voyage et est surnommé le « Comte Combe » ; entre 1769 et 1773, il est à court d'argent et vit en France, au Pays de Galles et dans les West Midlands.
En 1773, Robert Berkeley emploie Combe pour éditer la Description de la Patagonie de Thomas Falkner. Combe s'installe ensuite comme écrivain et éditeur.

## Publications

### Poèmes
- Clifton: a poem in imitation of Spenser[2] (Bristol, 1775)
- The Diaboliad: a Poem: Dedicated to the worst man in His Majesty's dominions. Also, the diabo-lady: or, a match in hell (1777)
- The Tour of Dr Syntax in Search of the Picturesque. A Poem (1812)
- The English Dance of Death[3] 2 vols. (1815–16)]
- The Dance of Life (1817)
- The Second Tour in Search of Consolation (1820)
- Third Tour in Search of a Wife (1821)
- The History of Johnny Quae Genus, The Little Foundling of the Late Doctor Syntax (1822)
- The first of April: or, The triumphs of folly
- The justification
- The life of Napoleon, a Hudibrastic poem in fifteen cantos, by Doctor Syntax

### Romans
- The Devil upon 2 Sticks in England : being a continuation of Le diable boiteux of Alain-René Lesage (Le Sage). 6 vols (1790–91)
- Letters between Amelia in London and her mother in the country

### Lettres
- Letters from Eliza to Yorick (1775)
- Letters supposed to have been written by Yorick and Eliza. 2 vols (1779)
- Letters to His Friends on Various Occasions by Laurence Sterne (1775)
- Original letters of the late Reverend Mr. Laurence Sterne: Never Before Published. (1788)
- Letters of the Late Lord Lyttleton. 2 vols (1780–2)

### Livres sur l'Angleterre
- The Philosopher in Bristol (1775)
- An History of the River Thames. 2 vols (1794–96)
- The Thames, or Graphic Illustrations. 2 vols (1811)
- Microcosm of London: Vol 3 (1811)
- The history and antiquities of the city of York, from its origin to the present times
- A word in season to the traders and manufacturers of Great Britain
- Adam Anderson's A historical and chronological deduction of the origin of commerce from the earliest accounts. Containing an history of the great commercial interests of the British Empire. To which is prefixed an introduction, exhibiting a view of the ancient and modern state of Europe; of the importance of our colonies; and of the commerce, shipping, manufactures, fisheries, &c., of Great-Britain and Ireland; and their influence on the landed interest. With an appendix, containing the modern politico-commercial geography of the several countries of Europe. Carefully rev., cor. and continued to the present times (editor)